# Гудкова, Анна Львовна
Анна Львовна Гудкова (21 сентября 1976, Москва, СССР) — российский кинопродюсер, организатор фестивалей, редактор.

## Биография
Анна Львовна Гудкова родилась 21 сентября 1976 в Москве. В 1998 году окончила историко-филологический факультет РГГУ. Работала завлитом Студенческого театра МГУ (ныне — театр «МОСТ»), писала о кино и театре (статьи опубликованы в газетах «Известия», «Ведомости», «Время новостей» и др, журналах «Кинопарк», «Театральная жизнь», «Эксперт», «Искусство кино» и пр).
С 2003 года - редактор и продюсер в кинокомпании «ПРОФИТ» Игоря Толстунова, «Среда» Александра Цекало, «Рекун» Валерия Тодоровского, и др. В качестве редактора и креативного продюсера выпустила более 40 сериалов и полнометражных фильмов, среди которых – «Спитак», «Лето», «Все умрут, а я останусь», «Питер ФМ», «Коробка», «На острие» и др. С 2015 по 2017 – шеф-редактор кинокомпании «Арт Пикчерс». С 2017 по 2021, продюсер телеканала ТВ-3, выпустила программы «Искусство кино», «Быть или не быть», «Кинотеатр Арзамас» и др.
С 2008 года занималась внедрением современных практик в кинообразование. Организовала международную тренинговую программу “Generation Campus» и образовательный центр «Культбюро» (2009 - 2015)
В 2021 провела первый интенсив по питчингу для Министерства культуры РФ 
С 2022 года - продюсер кинокомпании «1-2-3  production”
Ведет курс по международной копродукции в НИУ ВШЭ.
Куратор и мастер кинолаборатории «Ленфильм-дебют»
Автор книги «Питчинг. Как представить и продать свою идею» (М, Альпина паблишер, 2020)
Член Союза Кинематографистов РФ.

## Избранная фильмография
Художественные фильмы:
1.     «Питер FM», полнометражный художественный фильм, реж. О. Бычкова (2006)
2.     «Все умрут, а я останусь», полнометражный художественный фильм, реж. Валерия Гай Германика (2008)
3.     «Чизкейк», полнометражный художественный фильм, реж. Е. Звездаков (2008)
4.     «Тариф новогодний», полнометражный художественный фильм, реж. Е. Бедарев (2008)
5.     «Метро», полнометражный художественный фильм, реж. А. Мегердичев (2012)
6.     «День До» (2016) (режиссеры А. Карпиловский, А.Котт, Б. Хлебников и др.), альманах короткометражных фильмов, продюсер А.Цекало
7.     «Коробка» (2016), реж. Э. Бордуков, продюсер Е.Гликман
8.     «Спитак» (2018), реж. А. Котт, продюсер Е.Гликман
9.     «Притяжение» (2017), реж. Ф. Бондарчук
10.  «Вторжение» (2020), реж. Ф. Бондарчук, продюсеры М. Врубель, А. Андрющенко, Ф. Бондарчук и др.
11.  «На острие» (2020), реж. Э. Бордуков, продюсер Е.Гликман
12.  «Лето» (2018), режиссер К. Серебренников, продюсер И. Стюарт
13.  «Спутник» (2020), реж. Е. Авраменко, продюсеры М. Врубель, Ф. Бондарчук и др.
Телесериал «Полёт» (2021), реж. П. Тодоровский

Документальные сериалы:
2022 - «Города и музыка», «Жизнь других», «Невинно осужденные»

## Фестивальная деятельность
Организатор и модератор деловой программы ОРКФ «Кинотавр» (с 2005 по 2017 год). В обсуждениях актуальных проблем кинобизнеса на «Кинотавре» принимали участие едва ли не все ведущие продюсеры России, а также отборщики и директора крупнейших международных фестивалей.
Организатор копродукционной конференции с участием «Клуба европейских продюсеров» («Кинотавр» — 2006).
Автор, куратор и ведущая продюсерского и сценарного питчингов на «Кинотавре» (2006—2017), а также рынка проектов Work-in-progress (2017). На питчинге были представлены проекты продюсеров Анны Михалковой, Романа Борисевича, Натальи Мокрицкой, Екатерины Филипповой, Александра Герасимова, Евгения Гиндилиса, Елены Гликман, Михаила Пореченкова и др. В жюри питчинга работали: А. Роднянский, Р. Дишдишян, С. Сельянов, И. Толстунов, Г. Нерсисян, А.Дерябин. В аудитории питчинга присутствовали руководители главных российских телеканалов (К. Эрнст, С. Шумаков, А. Роднянский и пр), хозяева крупнейших кинотеатральных и дистрибуционных сетей (Л. Огородников и А. Рязанцев, М. Шлихт и Е. Бегинин), Р. Фомина, отборщики фестивалей в Каннах, Берлине и Венеции Ж. Шапрон, Г. Шлегель, С. Бауман, А. Шумакова, Н. Никитин и пр.
Программный директор образовательной программы «Generation campus», прошедшей в рамках международного фестиваля «Pacific Meridian» (2008). В кампусе приняли участие молодые режиссеры и продюсеры из Кореи, Сингапура, Сербии и России. В рамках «Generation campus» было снято два короткометражных фильма, роли в которых исполнили Ингеборга Дапкунайте и Оксана Акиньшина. Прошли мастер-классы ведущих специалистов мировой киноиндустрии (продюсеров, режиссеров, сценаристов и пр).
Консультант ряда европейских фестивалей короткометражных фильмов (по формированию российской программы), член жюри российских и международных кинофестивалей, тренер по питчингу в рамках российских и зарубежных образовательных программ.
Программный директор и сооснователь Образовательного центра «Культбюро» (совместно с Ириной Регер). Образовательный центр «Культбюро» организовал и провел более тридцати разнообразных тренингов в партнерстве с крупнейшими обучающими программами и специалистами стран Европы, Америки и Азии. Практически на всех значимых российских фильмах последних 4 лет работали и работают выпускники «Культбюро»: Андрей Першин (фильм «Горько», режиссер — участник лаборатории 2012 года), Михаил Местецкий («Легенда № 17», автор сценария — участник лаборатории 2010 года, а его новый фильм «Тряпичный союз» был создан в рамках Сценарной лаборатории Generation Campus), Нигина Сайфуллаева («Как меня зовут»), Элла Манжеева («Чайки»), сценарная группа «Сахар 1 кг» (соавторы сценария фильма «Призрак») и др.
Консультант и преподаватель на режиссерских, сценарных и продюсерских факультетах ВГИКа, Московской школы кино, Московской школы нового кино, ВКСиР, НИУ ВШЭ и др. ВУЗов.
В 2017 году Гудкова провела первый в России питчинг web-serial’ов на кинофестивале «Движение».
С 2018 по 2020г  — куратор деловой программы кинофестиваля на Стрелке, организатор и отборщик деловой программы Недели русского кино в Лондоне